# Jacques de Flesselles

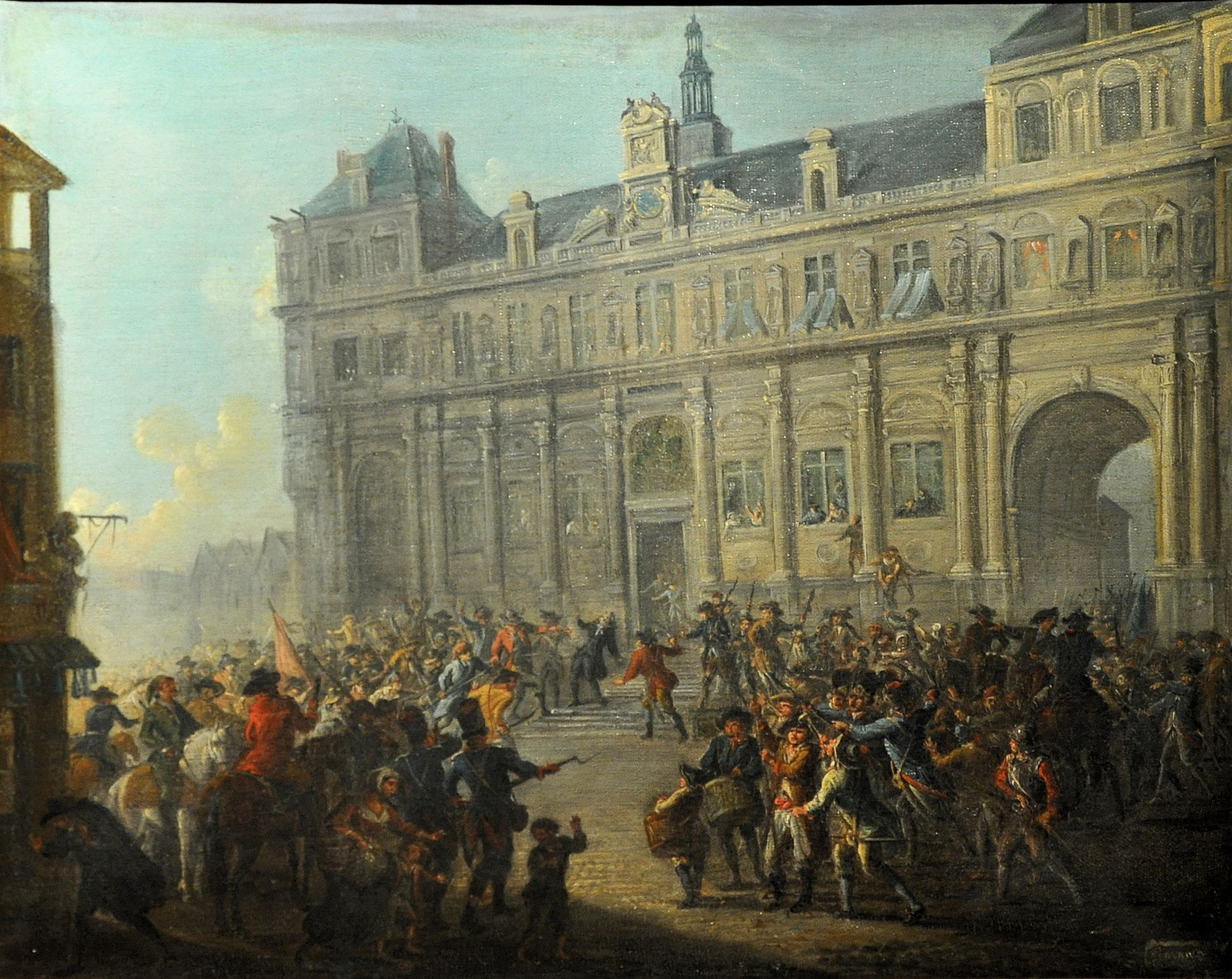
Die Ermordung Jacques de Flesselles (zeitgenössisches Gemälde von Jean-Baptiste Lallemand)

Jacques de Flesselles (* 11. November 1730 in Paris; † 14. Juli 1789 ebenda) war ein französischer Vogt (Prévot).
Flesselles war Vorsteher der Pariser Kaufleute und Stadtoberhaupt von Paris. Nach der Erstürmung der Bastille marschierte die aufgebrachte Menge zum Pariser Rathaus, um Flesselles vor Gericht zu stellen. Als dieser das Rathaus nach langem Hin und Her wieder verließ und den davor liegenden Platz querte, wurde er von einem Unbekannten erschossen. Damit gehört Flesselles neben dem Kommandanten der Bastille Bernard-René Jordan de Launay zu den ersten adligen Opfern der Französischen Revolution. Die Köpfe trug man anschließend unter dem Jubel der Bevölkerung auf Heugabeln durch die Straßen der Hauptstadt.